# WestMecklenburgTarif

Logo WestMecklenburgTarif

Der WestMecklenburgTarif (WMT) war ein Dachtarif zu den bestehenden Tarifen der Verkehrsunternehmen in den Landkreisen Ludwigslust-Parchim, Nordwestmecklenburg und in der Landeshauptstadt Schwerin. Er wurde zum 1. Januar 2010 eingeführt und wurde nach Beschluss der Gesellschafterversammlung zum 31. Dezember 2013 wieder aufgegeben.
Der Tarif galt in allen öffentlichen Verkehrsmitteln des Nah- und Regionalverkehrs, auch in den Regionalzügen der Deutschen Bahn AG, der Ostdeutschen Eisenbahngesellschaft mbH und der Ostseeland Verkehr GmbH. Die Tarife der Verkehrsgemeinschaft Westmecklenburg bestanden weiterhin.

## Beteiligte Verkehrsunternehmen
Folgende Verkehrsunternehmen wandten den WestMecklenburgTarif an:
- BusBetriebe Wismar GmbH
- DB Regio AG, Regionalbereich Mecklenburg-Vorpommern
- Entsorgungs- und Verkehrsbetriebe der Hansestadt Wismar (jetzt Eigenbetrieb Nahverkehr Nordwestmecklenburg (ENN))
- Grevesmühlener Busbetriebe GmbH
- Ludwigsluster Verkehrsgesellschaft mbH
- Nahverkehr Schwerin GmbH
- Omnibusbetrieb & Reisebüro Kröger GmbH
- Ostdeutsche Eisenbahngesellschaft mbH (ODEG)
- Ostseeland Verkehr GmbH
- Reisedienst Parchim GmbH
- SGS Bus & Reisen GmbH Schwerin